# Tornos
Tornos é um município da Espanha na província de Teruel, comunidade autónoma de Aragão. Tem 48,74 km² de área e em 2021 tinha 201 habitantes (densidade: 4,1 hab./km²).

## Demografia
| Variação demográfica do município entre 1991 e 2004 | Variação demográfica do município entre 1991 e 2004 | Variação demográfica do município entre 1991 e 2004 | Variação demográfica do município entre 1991 e 2004 |
| --------------------------------------------------- | --------------------------------------------------- | --------------------------------------------------- | --------------------------------------------------- |
| 1991                                                | 1996                                                | 2001                                                | 2004                                                |
| 300                                                 | 271                                                 | 245                                                 | 239                                                 |